# ベネラ5号
ベネラ5号（ロシア語：Венера-5）は、1969年1月5日にソビエト連邦が打上げた宇宙探査機である。

## 構造
ベネラ5号は1967年に打上げられたベネラ4号の準同型機で、金星大気層に探査機を軟着陸可能な速度で降下させる目的で設計された。宇宙船は強度を高めた他はベネラ4号に似通ったものであったが、ベネラ4号観測結果を元に大気のより精密な測定をするための科学実験装置が搭載されていた。また大気密度が非常に高いことが分かったのでパラシュートは小さなサイズへ変更された。

## 経過
1969年5月16日、ベネラ5号は地球周回軌道離脱用ロケットと共にTyazheliy Sputnik（69-001C）として宇宙待機軌道に打ち上げられた後、金星に向かう軌道に乗った。金星に到達すると、科学観測器機を搭載した405 kgの降下カプセルが軌道モジュールより分離され、パラシュートを開いて減速しながら降下を開始した。
1969年5月16日、カプセルは降下中53分間に渡って金星からの大気状態を送信し続けたが、耐圧限界を超えて機能を失い、金星夜側、南緯3度、東経18度の地点へ墜落した。なお探査機には国家紋章とレーニンのレリーフが刻まれたメダルも搭載されていた。